# زانم
زانم (به لوکزامبورگی: Suessem) یک شهرداری در استان اش-سور-الزت کشور لوکزامبورگ است که ۲۴٫۴۲ کیلومترمربع مساحت دارد و جمعیت آن در سال ۲۰۰۹ میلادی ۱۴۵۸۰ نفر بوده‌است.